# Phê phán chủ nghĩa xã hội
Phê phán Chủ nghĩa Xã hội (bao gồm chủ nghĩa chống cộng và là một phần của chống cánh tả) đề cập đến sự phê phán của các mô hình xã hội chủ nghĩa về tổ chức kinh tế, tính khả thi và hiệu quả, cũng như ý nghĩa chính trị và xã hội của hệ thống này. Một số chỉ trích không phải hướng tới chủ nghĩa xã hội dưới tư cách là một hệ thống, mà phê phán phong trào xã hội chủ nghĩa, đảng phái chính trị xã hội chủ nghĩa hoặc các quốc gia hiện tại xã hội chủ nghĩa. Một số nhà phê bình xem xét chủ nghĩa xã hội là một khái niệm thuần túy lý thuyết, chỉ trích về cơ sở lý thuyết; những người khác cho rằng một số ví dụ lịch sử tồn tại và chỉ trích trên cơ sở thực tế. Bởi chủ nghĩa xã hội là một khái niệm rộng, một số chỉ trích trình bày trong bài viết này sẽ chỉ áp dụng một mô hình cụ thể của chủ nghĩa xã hội mà có thể khác biệt đáng kể từ các loại hình chủ nghĩa xã hội.
Những người theo chủ nghĩa Kinh tế tự do, Những người tự do ủng hộ chủ nghĩa tư bản, và một số người theo chủ nghĩa tự do cổ điển xem doanh nghiệp tư nhân, tư nhân sở hữu của các phương tiện sản xuất, và trao đổi trên thị trường như là một hiện tượng tự nhiên và/hoặc có đạo đức, trung tâm của quan niệm của họ là tự do (freedom) và giải phóng (liberty). Do đó, các thành viên của ba nhóm  này coi quyền sở hữu công cộng các phương tiện sản xuất, hợp tác xã, và các nhà tài trợ lập kế hoạch kinh tế là xâm phạm vào quyền tự do.
Những người chỉ trích từ các trường học tân cổ điển của lý thuyết kinh tế chỉ trích chủ nghĩa xã hội thúc đẩy nhà nước sở hữu và/hoặc tập trung vốn vào các căn cứ rằng có một thiếu ưu đãi trong các cơ quan nhà nước để hoạt động trên các thông tin một cách hiệu quả quản lý trong các công ty tư bản làm bởi vì họ thiếu ngân sách khó khăn (lợi nhuận và cơ chế lỗ), kết quả phúc lợi giảm kinh tế chung cho xã hội. Những người chỉ trích từ các trường học Áo cho rằng kinh tế. rằng các hệ thống xã hội chủ nghĩa dựa trên quy hoạch kinh tế là không khả thi bởi vì họ thiếu thông tin để thực hiện các tính toán kinh tế nơi đầu tiên do thiếu các tín hiệu giá và giá một hệ thống miễn phí, mà họ cho là cần thiết cho tính kinh tế hợp lý. Các nhà phê bình của phong trào chính trị xã hội chủ nghĩa thường xuyên chỉ trích các cuộc xung đột nội bộ của phong trào xã hội chủ nghĩa là tạo ra một loại "trách nhiệm hiệu lực. "
Những chỉ trích trình bày dưới đây không thể áp dụng cho mọi hình thức của chủ nghĩa xã hội như một số hình thức sở hữu nhà nước ủng hộ chủ nghĩa xã hội vốn trong nền kinh tế thị trường, trong khi các hình thức ủng hộ nhà nước định hướng quy hoạch kinh tế và nhà nước sở hữu vốn. sợi khác của tư tưởng xã hội chủ nghĩa từ chối sở hữu nhà nước hoàn toàn và thay vào đó tranh luận cho kinh tế có sự tham gia và phi chính phủ sở hữu công nhân hợp tác của các phương tiện sản xuất. Điều quan trọng cần lưu ý rằng nhiều lý thuyết và mô hình chủ nghĩa xã hội phản đối, và thường chỉ trích, các loại hình chủ nghĩa xã hội vì nhiều lý do.

## Hệ thống giá cả bị bóp méo hoặc mang tính giả tạo
Vấn đề tính toán kinh tế là một trong những vấn đề bị phê phán của kinh tế xã hội chủ nghĩa, hay chính xác hơn lập kế hoạch kinh tế tập trung. Nó lần đầu tiên được đưa ra bởi Ludwig von Mises vào năm 1920 và sau này Friedrich Hayek mở rộng. Vấn đề là làm thế nào để phân bổ nguồn lực hợp lý trong một nền kinh tế. Giải pháp thị trường tự do là cơ chế giá, nơi mọi người có khả năng quyết định một sản phẩm nên được phân phối ra sao dựa trên sự sẵn sàng của người tiêu dùng trả tiền tiền cho sản phẩm. Giá chuyển tải các thông tin về cung sẵn có cũng như nhu cầu về các nguồn lực (ví dụ: đất đai, nguyên vật liệu, nhân công, vốn...) do đó cho phép, trên cơ sở đồng thuận của các quyết định cá nhân, tiến hành các điểu chỉnh đúng ngăn ngừa sự thiếu hụt cũng như dư thừa; Mises và Hayek lập luận rằng đây là giải pháp duy nhất, và nếu không có thông tin được cung cấp bởi giá cả thị trường thì chủ nghĩa xã hội sẽ không có phương pháp để phân bổ nguồn lực hợp lý. Những người đồng ý với những lời chỉ trích này cho rằng đó là một phản bác lên chủ nghĩa xã hội và nó cho thấy một nền kinh tế kế hoạch hóa xã hội chủ nghĩa không bao giờ có thể sử dụng được. Các cuộc tranh luận đã nổ ra vào những năm 1920 và 1930, và thời gian cụ thể của cuộc tranh luận đã được các nhà lịch sử kinh tế gọi là các cuộc tranh luận lập kế hoạch xã hội chủ nghĩa.

## Mô hình kinh tế và tự quản lý
Những người chỉ trích mô hình kinh tế xã hội chủ nghĩa sẽ không có hoặc ít có tự quản lý, mà nhà nước tham dự quá sâu vào quản lý, lập kế hoạch. Điều này làm giảm sự sáng tạo, tự chủ của các đơn vị kinh tế, đồng thời làm giảm đi tính cạnh tranh trong nền kinh tế
Khi cạnh tranh kinh tế không còn, thì cũng sẽ không có động lực để các đơn vị kinh tế tiến hành cải tiến công nghệ. Cơ chế cào bằng về quyền lợi đã sẽ không khuyến khích các đơn vị kinh tế cải tiến hiệu quả sản xuất. Cá nhân không có động cơ để tiến bộ, cải tiến nâng cao hiệu quả, vì người làm nhiều cũng hưởng lương giống như người làm ít.
Để khắc phục vấn đề này, có những người đề ra lý thuyết về chủ nghĩa xã hội thị trường, theo đó nền kinh tế này kết hợp được những ưu điểm của kinh tế thị trường (market economy) với những ưu điểm của kinh tế xã hội chủ nghĩa (socialist economics). Những mô hình được đề xuất bao gồm Xã hội chủ nghĩa Tem phiếu ('Coupon Socialism') bởi nhà kinh tế John Roemer và Dân chủ Kinh tế (Economic Democracy) bởi triết gia David Schweickart.
Nhà nghiên cứu về khoa học quản trị Peter Drucker mô tả hệ thống quản lý quỹ phúc lợi xã hội của Mỹ được dùng để cung cấp vốn cho các thị trường tài chính như là một dạng "quỹ phúc lợi xã hội chủ nghĩa" (pension fund socialism). Trong tác phẩm  William H. Simon đã nêu những đặc tính của 'quỹ phúc lợi xã hội chủ nghĩa' của chính phủ Mỹ giống như là một dạng của 'chủ nghĩa xã hội thị trường' và kết luận rằng những đặc tính này rất có tiềm năng phát triển thêm nữa để được hoàn hảo hơn theo những nhà kinh tế - xã hội học đề xuất.

## Cáo buộc thảm sát
Rất nhiều nhà diễn giải có thiên hướng từ trung hữu đến cực hữu đã sử dụng những thông tin về tất cả các chế độ Cộng sản, các vụ thảm sát và nạn nhân của nó trên toàn thế giới để chứng minh những gì họ cho là sự "tàn nhẫn" của chủ nghĩa xã hội.